# Rogaška Crystal
El Rogaška Crystal es un equipo de baloncesto esloveno con sede en la ciudad de Rogaška Slatina, que compite en la 1. A slovenska košarkarska liga, la primera división del baloncesto esloveno. Disputa sus encuentros como local en la II. OŠ Rogaška Slatina, con capacidad para 700 espectadores.

## Nombres
- Terme Rogaska (hasta 2011)
- Rogaska Crystal (2011-)

## Posiciones en liga
| Temporada | Nivel | Liga     | Pos. | J     | PL  | Resultado        | Competições internacionais |
| --------- | ----- | -------- | ---- | ----- | --- | ---------------- | -------------------------- |
| 2005-06   | 3     | D2       | 3    | 13-5  |     |                  |                            |
| 2006-07   | 3     | D2       | 2    | 15-3  |     | Ascenso          |                            |
| 2007-08   | 2     | 2.SKL    | 8    | 11-15 |     |                  |                            |
| 2008-09   | 2     | 2.SKL    | 3    | 21-5  |     |                  |                            |
| 2009-10   | 2     | 2.SKL    | 2    | 20-06 |     | Finalista        |                            |
| 2010-11   | 2     | 2.SKL    | 1    | 24-2  |     | Ascensocampeón   |                            |
| 2011-12   | 1     | 1. A SKL | 9    | 13-15 |     |                  |                            |
| 2012-13   | 1     | 1. A SKL | 7    | 17-11 |     |                  |                            |
| 2013-14   | 1     | 1. A SKL | 2    | 14-4  | 1-2 | Cuartos de final |                            |
| 2014-15   | 1     | 1. A SKL | 6    | 12-10 | 5-5 | Finalista        |                            |
| 2015-16   | 1     | 1. A SKL | 1    | 15-1  | 1-2 | Cuartos de final |                            |
| 2016-17   | 1     | 1. A SKL | 6    | 12-10 | 3-4 | Finalista        | R Copa Alpe Ádria SM       |
| 2017-18   | 1     | 1. A SKL |      |       |     |                  | R ABA Liga 2               |

fuente:eurobasket.com

## Palmarés
- Segundo División II Grupo Este (2007)
- Segundo 1B Eslovena (2010)
- Campeón 1B Eslovena (2011)